# SpaceX CRS-21
SpaceX CRS-21, noto anche come SpX-21, è stata una missione del servizio di rifornimento commerciale sulla Stazione spaziale internazionale lanciata il 6 dicembre 2020. La missione è stata appaltata dalla NASA ed eseguita da SpaceX utilizzando la nuova capsula Cargo Dragon C208. Questo è stato il primo volo per SpaceX nell'ambito del contratto CRS Fase 2 della NASA assegnato a gennaio 2016, inoltre fu il primo volo Cargo Dragon che attraccò alla ISS contemporaneamente a una navicella spaziale Crew Dragon (SpaceX Crew-1). La Dragon CRS-21 è la prima navicella da rifornimento privata ad attraccare alla ISS in modo automatico (docking), senza ausilio di astronauti che pur in modo semiautomatico tramite il braccio robotico Canadarm2 effettuano il berthing della navetta da carico portandola al portellone d'attracco. Il 14 gennaio 2021 ha effettuato l'ammaraggio nel Golfo del Messico a ovest di Tampa (Florida, Stati Uniti)

## Cargo Dragon
SpaceX prevede di riutilizzare i Cargo Dragon fino a cinque volte. La nuova navicella Cargo Dragon può trasportare circa il 20% in più di volume di carico rispetto alle precedenti navi di rifornimento Dragon. Il Cargo Dragon viene lanciato senza sedili, controlli della cabina di pilotaggio, il sistema di supporto vitale necessario per sostenere gli astronauti nello spazio e motori per l'interruzione della missione SuperDraco. Questo nuovo design offre diversi vantaggi, tra cui un processo più veloce per recuperare, revisionare e ri-lanciare le capsule rispetto al precedente design Dragon CRS utilizzato per le missioni cargo della ISS.
Mentre la CRS-21 è stata pianificata per essere una missione standard di 30 giorni, il documento FPIP (Flight Planning Integration Panel) più recente indica che, a partire dalla CRS-23, le missioni cargo SpaceX inizieranno ad estendersi fino ai 60 giorni e oltre.
A partire dalla missione CRS-21, le nuove capsule Cargo Dragon ammarano grazie ai paracadute nell'Oceano Atlantico a est della Florida, piuttosto che nell'attuale zona di recupero nell'Oceano Pacifico a ovest della Baja California. Questa preferenza della NASA è stata aggiunta ai premi per la seconda fase del programma CRS.

## Missione

### Decollo
La missione di rifornimento CRS-21, nota anche come SpX-21, decollò dalla storica rampa 39A del Kennedy Space Center di Cape Canaveral, Florida, Il 6 dicembre, alle 17:17 italiane (le 16:17 UTC). Circa 8 Minuti dopo il decollo dal Falcon 9 con in cima la Cargo Dragon C208, il primo stadio (seriale B1058) ha sganciato con successo in orbita prevista la navicella ed è atterrato perfettamente sulla chiatta Of Course I Still Love You. Dopo il distacco dal primo stadio, la Cargo Dragon ancorata al secondo stadio, ha proseguito la sua missione con l’inseguimento della ISS, che si concluse 26 ore circa dopo il lancio attorno alle 19:30 del 7 dicembre, effettuando il docking autonomo all'IDA-3 del Nodo 2, mentre Crew Dragon Resilience, della missione Crew-1, aveva effettuato il docking all'IDA-2 dello stesso modulo.

### Sequenza temporale
T + 00: 00: decollo
T + 01:18: pressione aerodinamica massima
T + 02:30: spegnimento motore principale primo stadio (MECO)
T + 02:34: separazione dal primo stadio
T + 02:41: avviamento motore secondo stadio
T + 06:37: inizio dell'accensione del primo stadio per il rientro
T + 08:38: spegnimento motore del secondo stadio (SECO)
T + 08:38: atterraggio del primo stadio sulla nave
T + 11:49: separazione della navetta Dragon dal secondo stadio
T + 12:35: apertura del cono di prua della navetta Dragon

### Rientro
Il 12 gennaio 2021 alle ore 15:05 (ora italiana) sotto la supervisione dell'astronauta Victor Glover e degli ingegneri NASA del centro controllo missione di Houston avvenne l'undocking della Cargo Dragon dalla IDA-3 del Nodo 2 del modulo ISS in modo automatico per cominciare la fase di rientro. Uscita dalla sfera immaginaria del raggio di 200 metri intorno alla Stazione, la responsabilità della missione è passata dalla NASA a SpaceX e la Dragon è rimasta in volo libero per circa 36 ore, in attesa del momento giusto per l’accensione dei propulsori per uscire dall'orbita e iniziare il rientro atmosferico. La discesa finale della navicella è stata rallentata dai 4 paracadute principali, lo splashdown avvenne il 14 gennaio alle 02:26 (Ora italiana) nel Golfo del Messico a ovest di Tampa (Florida, Stati Uniti), riportando a terra circa 2002 kg tra attrezzature di bordo da revisionare e preziose indagini scientifiche condotte dagli astronauti.
Immediatamente dopo lo splashdown le squadre di recupero di SpaceX avviarono le procedure per il recupero della navicella issandola a bordo della nave di supporto Go Navigator, successivamente gli addetti della squadra di recupero prelevarono gli esperimenti più importanti dalla stiva della Cargo Dragon, inviandoli in volo al Kennedy Space Center nelle mani dei ricercatori.

## Carico utile primario
La NASA ha stipulato un contratto per la missione CRS-21 di SpaceX e quindi determina il carico utile primario, la data di lancio e i parametri orbitali per il Cargo Dragon.
La missione CRS-21 ha portato 2,972 kg (6,552 lb) di carico alla ISS suddivisi in:
- Indagini scientifiche: 953 chilogrammi (2 101 lb)
- Hardware del veicolo: 317 chilogrammi (699 lb)
- Rifornimenti dell'equipaggio: 364 chilogrammi (802 lb)
- Equipaggiamento per passeggiate nello spazio: 120 chilogrammi (260 lb)
- Risorse del computer: 46 chilogrammi (101 lb)
- Payload esterni: 1 100 chilogrammi (2 400 lb)

Nanoracks Bishop Airlock , precedentemente noto come Bishop Airlock Module, è un piccolo modulo commerciale airlock collegato al modulo Tranquility della ISS. Il Nanoracks Bishop Airlock offrirà cinque volte il volume di dispiegamento dei satelliti rispetto alle attuali opportunità (airlock del modulo giapponese Kibō ) disponibili oggi. Nanoracks è l'appaltatore principale, con Thales Alenia Space che produce il guscio pressurizzato e Boeing che fornisce il meccanismo di ormeggio. Sarà il secondo modulo commerciale della ISS dopo il modulo Bigelow Expandable Activity (BEAM), che è stato collegato alla ISS nell'aprile 2016 e dovrebbe rimanere sulla ISS almeno fino al 2028.
BioAsteroid è un esperimento progettato per testare la capacità dei microorganismi di estrarre metalli e minerali da rocce di asteroidi, lunari e marziane in microgravità. Lo scopo è quello di testare i principi del biomining per applicazioni spaziali, ad esempio per ottenere materiali utili per una base spaziale sulla Luna o su Marte.
Hemocue è un sistema sviluppato sotto la gravità terrestre e devono ancora essere testati a gravità zero. Questo strumento servirà per il test dei globuli bianchi sulla Luna e su Marte.
L'esperimento Brain Organoid è una continuazione del primo esperimento Brain Organoid. Il suo obiettivo è convalidare il primo ciclo di esperimenti e continuare la ricerca registrata durante quei primi test. Il programma studia il cervello umano sviluppato precocemente, i suoi movimenti in condizioni di microgravità e può aiutare ad affrontare e creare modelli migliori di disturbi neurodegenerativi.
Cardinal Heart è la continuazione di un precedente esperimento. Questo esperimento studierà i cardiomiociti nel tessuto cardiaco umano e la sua reazione a un ambiente a g zero. L'astronauta della NASA Kate Rubins era presente per l'esperimento sulla stazione alcuni anni fa, e ha detto che, parafrasando, poche cose sulla stazione la fanno rimanere senza fiato, ma questa è una cosa che fa.
Subsa-Brains studia gli effetti dei micrometeoriti e della spazzatura spaziale e il danno che possono causare, così come il processo per riparare il tessuto, chiamato brasatura, e se funziona ancora in un ambiente a gravità zero.
Il monitoraggio microbico tridimensionale (3DMM) è un progetto che mira a costruire una mappa tridimensionale di batteri e metaboliti presenti in varie località della ISS e determinare come l'ambiente del volo spaziale influenza le varie specie identificate.
Monoclonal Crystal Research in Microgravity (MCRM) è un esperimento di cristallizzazione delle proteine della società farmaceutica americana Bristol Myers Squibb. Gli astronauti della NASA studieranno la cristallizzazione degli anticorpi monoclonali nello spazio, con l'obiettivo di migliorare la formulazione e la somministrazione dei farmaci per i pazienti sulla Terra. Gli anticorpi monoclonali sono proteine create in laboratorio progettate per interagire con target specifici, chiamati antigeni . Gli anticorpi monoclonali sono utilizzati nel trattamento di numerose malattie, incluso il cancro.
Rodent Research-23 (RR-23), studierà gli effetti del volo spaziale sugli occhi, in particolare sulla struttura e sulla funzione delle arterie, vene e vasi linfatici necessari per mantenere la vista.
La capsula pressurizzata CRS-21 trasporta una varietà di altre ricerche, inclusi studi su come le condizioni spaziali influenzano l'interazione tra microbi e minerali.

### Restituzione dell'hardware
A partire dalla restituzione delle capsule o del sollevamento di corpi in base al contratto CRS-2, la NASA segnala l'hardware principale (hardware guasto o esaurito per la valutazione diagnostica, il rinnovo, la riparazione o non più necessario) di ritorno dalla Stazione Spaziale Internazionale. La missione SpaceX CRS-21 si è conclusa nel gennaio 2021 con il rientro nell'atmosfera terrestre e gli schizzi vicino alla costa occidentale della Florida con 2002 kg (4.414 lb) di carico di ritorno. Questo carico includerà:
Unità avionica dati tapis roulant : unità avionica guasta che supporta il tapis roulant, un elemento critico che ritorna a terra dopo la sostituzione in orbita con un buon ricambio.
Valvola selettrice del gruppo di rimozione dell'anidride carbonica (CDRA) : valvola degradata in condizioni critiche che viene restituita per la riparazione e il rinnovo per supportare la capacità di rimozione dell'anidride carbonica in orbita.
Serbatoio del sistema di ricarica dell'ossigeno dell'azoto (NORS) : serbatoio depressurizzato in grado di far volare ossigeno o azoto e sarà utilizzato per la futura domanda in orbita nel 2021.
Habitat e trasportatori di ricerca sui roditori : roditori vivi della missione Rodent Research-23 (RR-23) e habitat e trasportatori utilizzati che supportano future missioni di ricerca e analisi.
Unità elettronica Minus Eighty Laboratory Freezer for ISS (MELFI) : oggetto di stivaggio a freddo guasto che richiede riparazioni a terra per consentire future missioni di stivaggio a freddo.
Valvola di risparmio idrico alla rinfusa per ammina termica : la valvola guasta che supporta l'uso efficiente del sistema Thermal Amine che ritorna a terra per la riparazione, contribuirà a fornire informazioni sulla robustezza di un design simile della valvola sulla capsula Orion.
Dodici bottiglie di Bordeaux (famoso vino prodotto nei dintorni dell’omonima città francese) hanno invecchiato per 14 mesi nello spazio e adesso sono di nuovo qui sulla Terra. Sono state inviate al laboratorio orbitante col veicolo cargo Cygnus NG-12 nel novembre 2019 con lo scopo di valutare come l’ambiente spaziale abbia influito sul processo di maturazione del vino. Sempre per rimanere in tema, alcuni ricercatori analizzeranno 320 tralci di vite sottoposti alla microgravità e alle radiazioni cosmiche. L’esperimento, finanziato da fondi privati e guidato dalla start-up lussemburghese Space Cargo Unlimited, studierà la capacità di adattamento della pianta, con la speranza che ciò porti benefici nei metodi di coltivazione dell’uva nelle zone più aspre della Terra.